# Keilbachia bifida
Keilbachia bifida är en tvåvingeart som beskrevs av Vilkamaa, Menzel och Heikki Hippa 2009. Keilbachia bifida ingår i släktet Keilbachia och familjen sorgmyggor.
Artens utbredningsområde är Nepal. Inga underarter finns listade i Catalogue of Life.